# Trigonella cachemyriana
Trigonella cachemyriana är en ärtväxtart som beskrevs av Jacques Cambessèdes. Trigonella cachemyriana ingår i släktet trigonellor, och familjen ärtväxter. Inga underarter finns listade i Catalogue of Life.